# Herman de Lynden
Pour les articles homonymes, voir Lynden (homonymie).
Herman de Lynden, chevalier, baron du Saint-Empire, de Reckheim, de Rijckholt, seigneur de Houtaim, d'Once, de S. Simon, de Tongrenelle, de Wamferchies, Zobenbrouck, Craenewick et Borssem fut un militaire au service du Saint-Empire romain et du prince-évêque de Liège. Il commanda des troupes lors de la guerre de Quatre-Vingts Ans et de la guerre de Cologne. Il exerça ensuite plusieurs tâches de gouvernement, fut notamment gouverneur de la région de Cologne, et Souverain & grand Mayeur de Liège.
Herman était le fils de Thierry de Lynden, premier conseiller d’État et grand maître de la cour du prince de Liège. Herman de Lynden racheta la seigneurie de Reckheim (Rekem) à Guillaume de Quaedt de Wickraedt. Il reçut ensuite de l'empereur des Romains l'investiture de cette seigneurie en baronnie libre de l'Empire.

## Dixième guerre d'Italie
Il se rendit en Italie faire l'apprentissage des armes sous le commandement d'Andrea Doria, avec lequel ils secoururent Porto Ercole assiégé par Piero Strozzi. Il fit avec distinction la guerre en Italie, puis en Hongrie jusqu'en 1567.

## Guerre de Quatre-Vingts Ans
Revenu aux Pays-Bas, il se trouve à la prise de Rotterdam, puis reçoit en 1572 une compagnie de 300 Bas-Allemands pour combattre avec Maximilien de Hénin-Liétard, comte de Boussu, avec lequel il participa au siège de Mons, de Haarlem et Noerdange. Il fut ensuite à la bataille de Mook, à la suite de quoi il fut chargé de la défense du Muiderslot, à Muiden. Le 9 mai 1576, il y subira une attaque surprise de Diederik Sonoy, mais tiendra jusqu'à l'arrivée de Gilles de Berlaymont, seigneur de Hierges, ce qui lui vaudra la reconnaissance du gouvernement espagnol.
En 1577, il fut nommé capitaine de la garde d'hallebardiers de l'archiduc Matthias, qui l'envoya à Liège pour plaider sa candidature à la succession de Gérard de Groesbeek comme Prince-évêque de Liège. À la suite de l'échec de cette candidature, l'archiduc Matthias rentra en Allemagne, et Herman de Lynden se mit au service du duc de Parme Alexandre Farnèse, gouverneur des Pays-Bas espagnols.
Blessé lors d'une tentative d'assassinat à Anvers, ses frères le vicomte de Dormael, le baron de Froidcourt et le grand-vicaire de Liège, démarchèrent le prince-évêque de Liège Ernest de Bavière pour qu'il demande au duc de Parme de le relever de son service.

## Retour à Liège
Arrivé à la cour d'Ernest de Bavière, celui-ci le fit membre de son conseil d'État, de son conseil privé, gentilhomme ordinaire de sa chambre et colonel. 
Le 6 septembre 1582, il devint lieutenant des fiefs du pays de Liège, à la suite du décès d'Érard d'Arschot de Riviere, comte de Hers.

## Guerre de Cologne

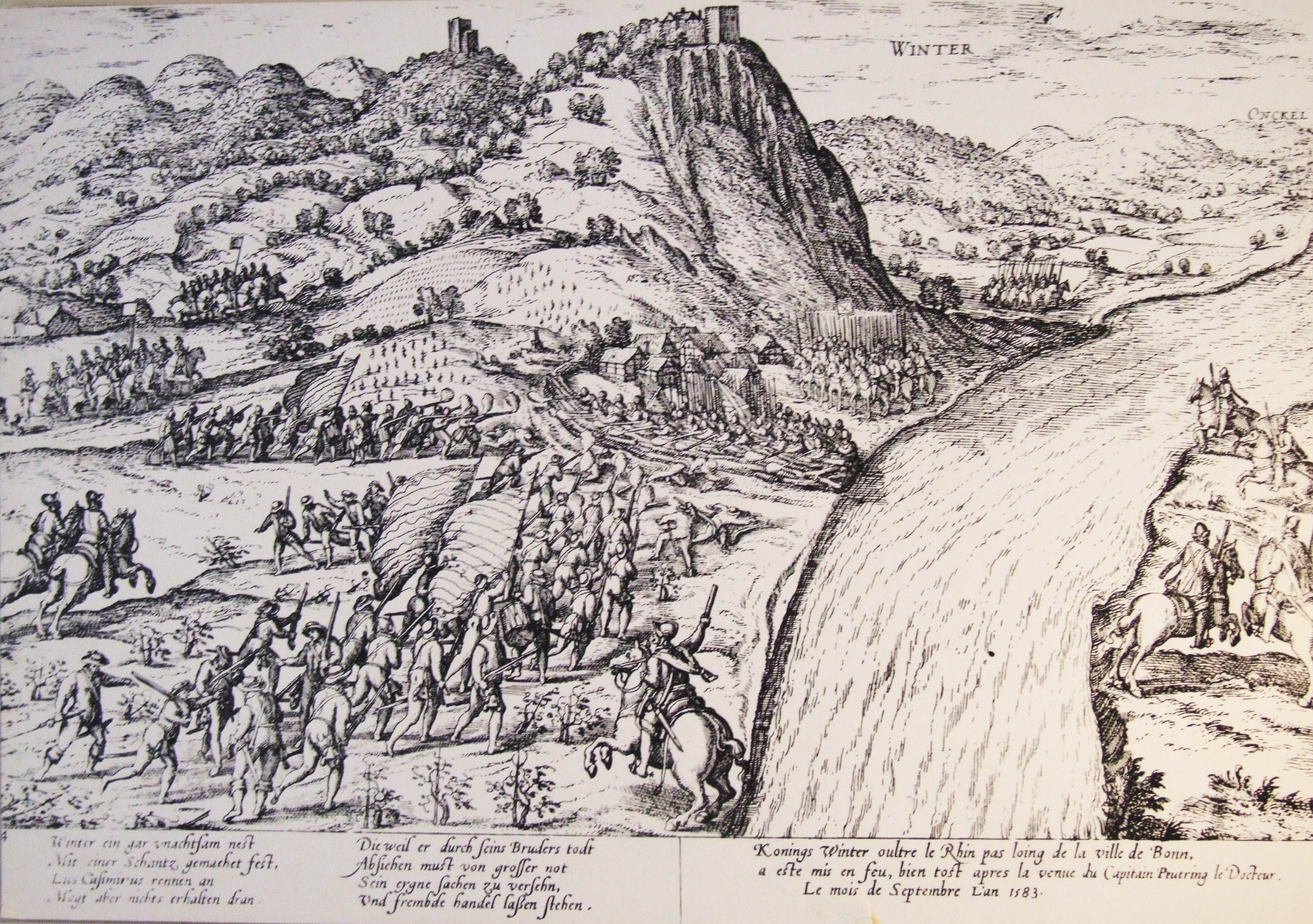
La défense de Königswinter, un fait d'armes d'Herman de Lynden.
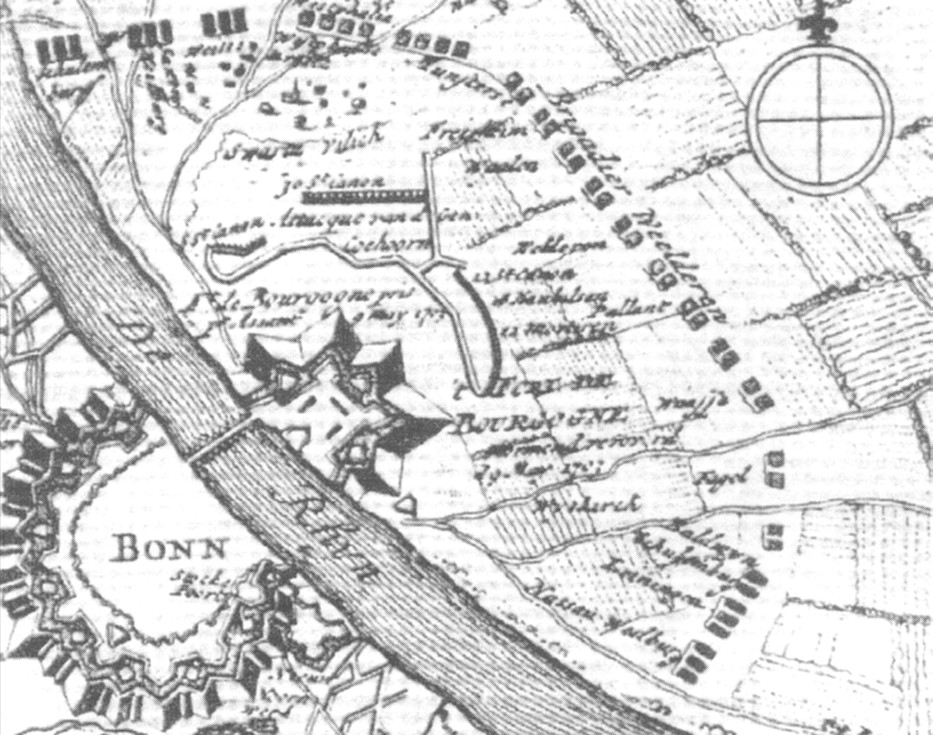
Le Fort de Beuel (de), fondé en 1583 par Herman de Lynden et agrandi par la suite.

Le 12 juin 1583, après avoir appris que Jean Casimir du Palatinat marchait vers Cologne, Ernest de Bavière ordonna au colonel Herman de Lynden de lever en hâte un régiment de 3 000 hommes sous dix enseignes d'infanterie liégeoise et une compagnie de lances à cheval, et de se hâter vers Sechtem. En onze jours il leva ses régiments, et après les avoir passés en revue à Bruhl, rejoignit l'armée à Sechtem. Parmi les soldats sous les ordres d'Herman de Lynden se trouve Jean t'Serclaes, comte de Tilly.
Herman de Lynden passa sur la rive droite du Rhin, et réussit à lui seul à reprendre une grande partie du pays de Cologne, et empêcher les armées de Jean Casimir du Palatinat de traverser le fleuve, en les repoussant à Königswinter, Beuel, Altwied et Feldkirchen.
Le 17 novembre 1583, il conquiert Rheindorf, et construit un fort le long du Rhin à Beuel, en face de Bonn. Ceci lui permet de contrôler totalement l'accès à la ville par le fleuve, ce qui contribua à la reddition de Charles Truchsess de Waldbourg (frère de Gerhard), le 28 janvier 1584.

## Deuxième retour à Liège
À la fin de la guerre de Cologne, Herman de Lynden rentra à Liège, où il fut nommé grand maitre d’hôtel du prince-évêque, le prince-électeur Ernest de Bavière. Deux ans plus tard, il fut nommé grand et souverain mayeur de Liège. Il dirigea également plusieurs ambassades et légations au nom de la Principauté, notamment auprès de l'empereur Rodolphe II du Saint-Empire.

## Gouverneur de Cologne
Le 8 janvier 1592, Herman de Lynden fut nommé gouverneur et capitaine général de Cologne. Il s'établit donc à Bonn et à Poppelsdorf.

## Dernier retour à Liège
Quatre ans plus tard, il fut rappelé par le prince-évêque qui souhaitait placer son neveu Ferdinand de Bavière à ce poste. Il revint définitivement à Liège et se retira, atteint de la goutte, au château de Reckheim qu'il avait rebâti avec magnificence. Malgré sa retraite, son conseil était souvent sollicité par le prince-évêque qui n'hésita pas à le faire transporter à Liège pour démêler certains conflits, tels que les troubles entre la bourgeoisie et la commune en 1598.

## Famille

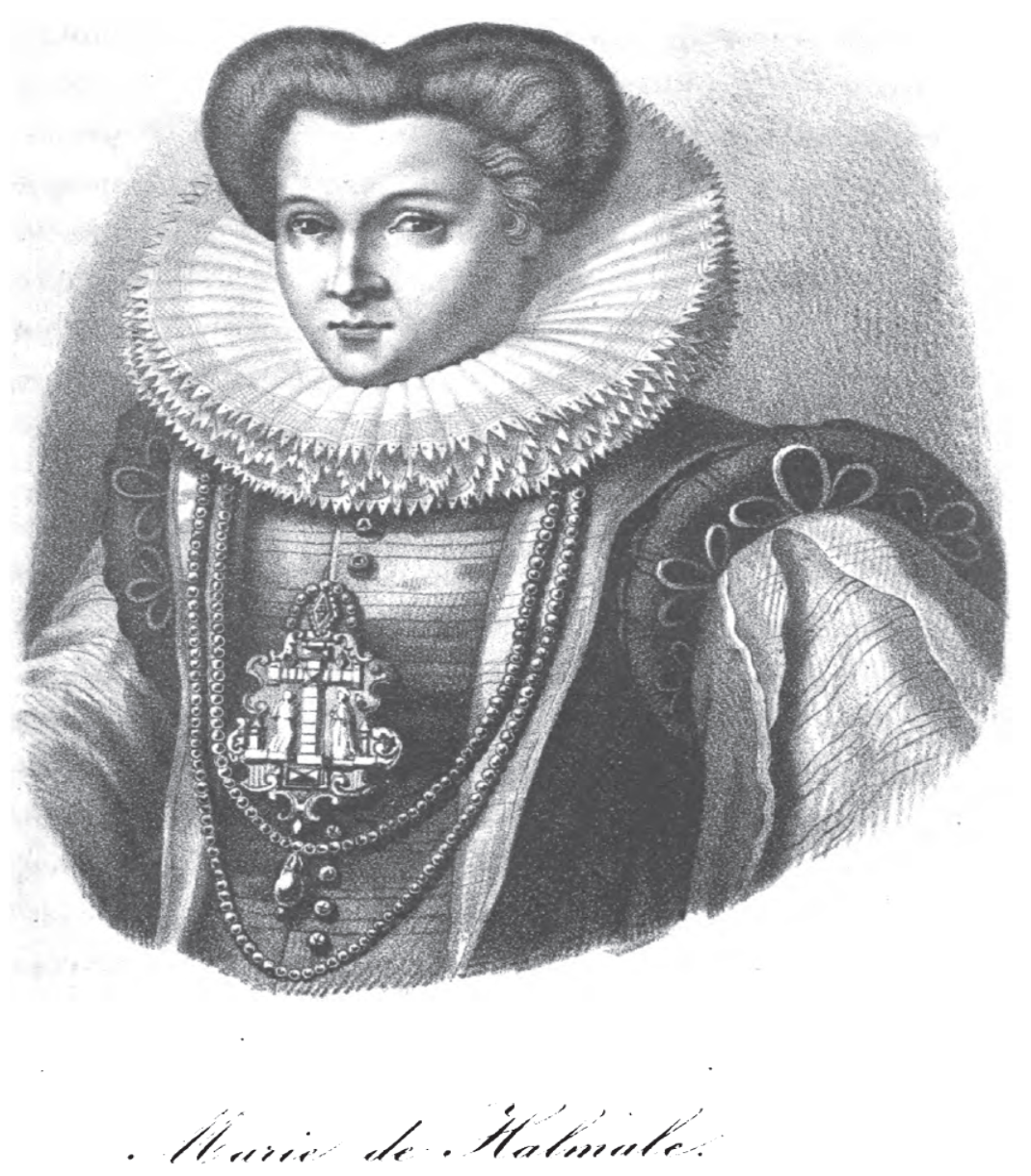
Marie de Halmale.

Il épousa Marie de Halmale, fille de Constantin de Halmale et de Catherine Van der Werve, le 9 novembre 1581. Ils eurent sept enfants :
- Ernest de Lynden, baron de Reckheim ;
- Herman, mort jeune ;
- Constance, mariée le 3 juin 1601 à Jean de Mérode, grand et souverain mayeur de Liège ;
- Ferdinand, mort en bas âge ;
- Marie, chanoinesse à Munsterbilsen ;
- Anne-Marguerite, chanoinesse à Munsterbilsen, épousa ensuite Otton-Ernest de Brialmont, grand-bailli de Condroz ;
- Jean de Lynden, mourut capitaine au service de l'empereur, en Hongrie.